# Klaus Hartung (Journalist)
Klaus Hartung (* 13. November 1940 in Olbernhau; † 27. Dezember 2020 in Berlin) war ein deutscher Journalist und Autor und in den späten 1960er Jahren politischer Aktivist. Hartung war Mitglied des SDS. Über seine Erfahrungen in der italienischen Antipsychiatrie-Bewegung verfasste er ein Buch.

## Leben

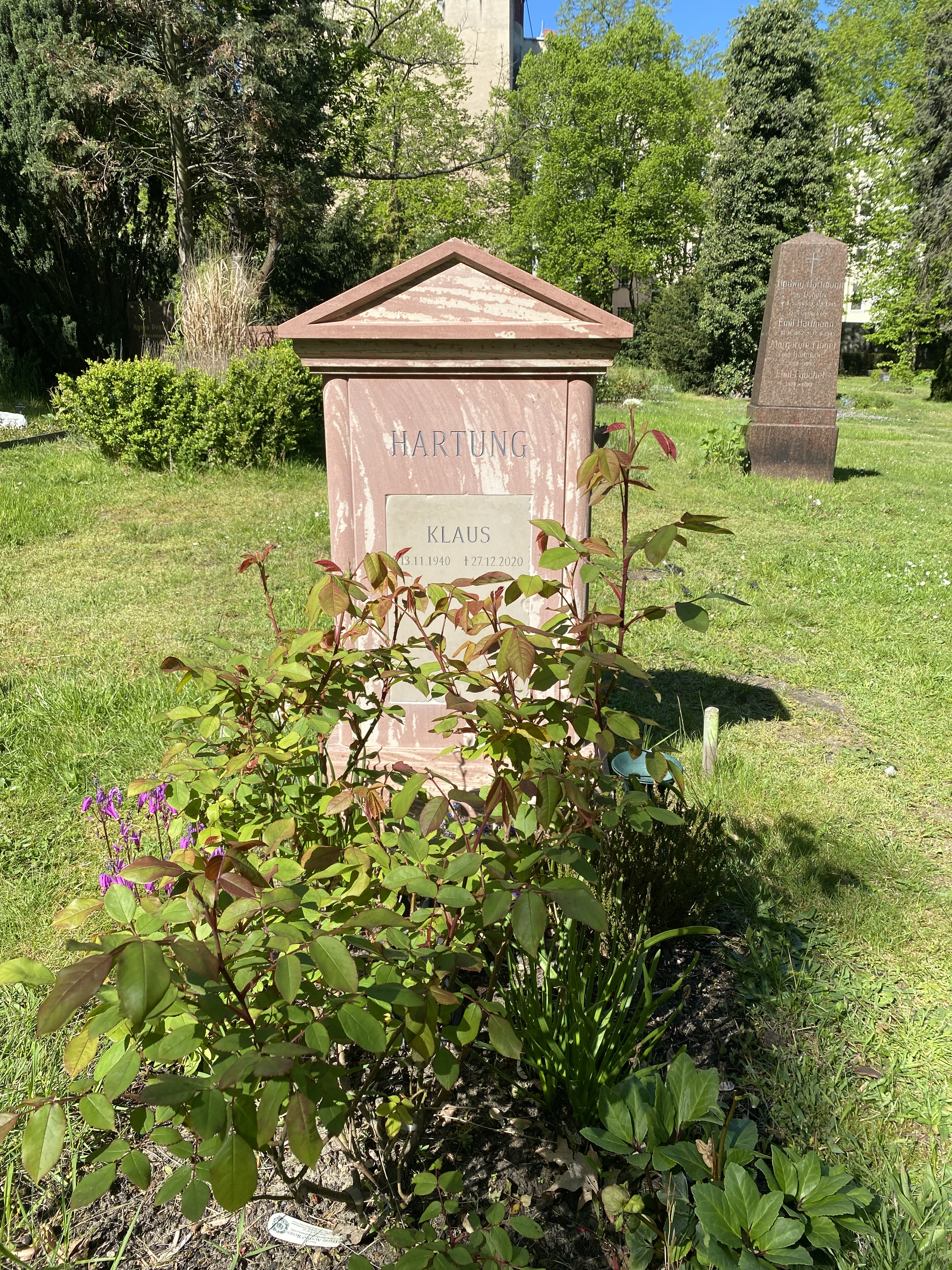
Grabstätte auf dem Dreifaltigkeitskirchhof II

Klaus Hartung lebte bis 1955 im erzgebirgischen Olbernhau, „in der DDR“, wie er in seiner autobiografischen Notiz stets hinzufügte. Im Jahr 1955 siedelte die Familie in die Bundesrepublik über. Er machte in Hagen sein Abitur und studierte anschließend in Bonn und ab 1963 in West-Berlin. Er studierte Germanistik, Philosophie, Religionswissenschaften, Politik und Soziologie; sein Interessengebiet war universal.
Nach dem gewaltsamen Tod von Benno Ohnesorg am 2. Juni 1967 schloss er sich der Studentenbewegung an. Er arbeitete u. a. für die Rote Hilfe.
Nach der Zeit der Studentenbewegung ging er in den 1970er-Jahren nach Italien, um dort in einer psychiatrischen Anstalt in Triest zu arbeiten. 1980 kehrte er nach Berlin zurück, wo er Mitarbeiter der taz wurde. Ab 1991 wurde er Korrespondent für die Zeit in Berlin. Für beide Zeitungen verfasste er zahlreiche Artikel und Essays. Außerdem veröffentlichte er unter anderem Texte im Kursbuch, im Tagesspiegel und in der Wochenpost, teilweise auch im Freibeuter.
Im Jahr 2005 ging er in Rente und konzentrierte sich ab dann auf die Malerei. Schon vorher hatte er nebenher gemalt.
Am 27. Dezember 2020 starb Klaus Hartung im Alter von 80 Jahren in einem Pflegeheim in Berlin an den Folgen einer Sturzverletzung. Er wurde auf dem Dreifaltigkeitskirchhof II im Berliner Ortsteil Kreuzberg beigesetzt.

## Veröffentlichungen (Auswahl)
- Die neuen Kleider der Psychiatrie. Vom antiinstitutionellen Kampf zum Kleinkrieg gegen die Misere. Berichte aus Triest, Rotbuch-Verlag, Berlin 1980, ISBN 978-3-88022-231-1.
- Neunzehnhundertneunundachtzig. Ortsbesichtigungen nach einer Epochenwende. Ein Essay, Luchterhand-Literaturverlag, Hamburg/Zürich 1992 (erste Auflage 1990), ISBN 978-3-630-71066-2.
- Berlin (Photographien von Manfred Hamm). Mit einem Essay von Klaus Hartung, deutsch-englisch, 2., aktualisierte Auflage, Nicolai, Berlin 2004, ISBN 978-3-87584-964-6.